# Libro di Veles

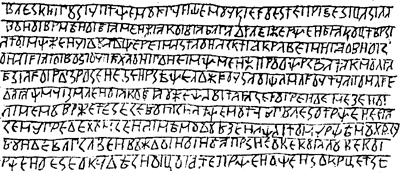
Una copia conosciuta dell'opera, che prende il nome da questa tavola che comincia con "Dedichiamo questo libro a Veles..."

Il Libro di Veles (Велесова книга, Влес книга, Влескнига, Книга Велеса, Дощечки Изенбека, Дощьки Изенбека, Księga Welesa, Veles Book, Isenbeck's Planks) è un testo che parla della storia e della religione degli antichi popoli slavi che la maggioranza degli studiosi, sia storici che linguisti, reputa che si tratti di un falso del XIX o del XX secolo che imita maldestramente l'antica lingua slava.
Venne pubblicato per la prima volta da emigrati russi nel 1957-58 e da allora venne ristampato diverse volte. Contiene parabole, preghiere, leggende e racconti sull'antica storia slava che riguardano il periodo dal VII secolo a.C. al IX secolo d.C. circa. Sulla sua autenticità insistono soprattutto alcuni movimenti neopagani, che considerano questo testo come il loro scritto sacro. 

## Storia del testo
Tutte le notizie storiche sul testo fino alla sua pubblicazione provengono da Ju. P. Miroljubov, scrittore emigrato e autore di scritti sul folclore russo. Secondo il suo racconto, nel 1919, durante l'attacco di Denikin a una proprietà vicino a Char'kov (oggi identificata con il paese di Velikij Burluk), il colonnello dell'Armata Bianca Ali Fjodor Arturovič Izenbek trovò e confiscò alcune antiche tavolette coperte da incomprensibili iscrizioni. Nel 1925 Izenbek si trasferì a Bruxelles, dove parlò del suo ritrovamento a Miroljubov, il quale si impegnò a studiarlo. Izenbek era geloso delle tavolette e non permise a nessuno di prenderle in prestito, per questo rifiutò ad esempio la proposta fattagli dal professor Eck dell'università di Bruxelles.
Miroljubov cercò di restaurare le tavolette, di trascriverle, decodificarle e fotografarle. Riuscì a trascriverne la maggior parte e a conservare un'immagine abbastanza leggibile di una delle tavolette nonché alcune meno leggibili. Nell'agosto del 1941, durante l'occupazione tedesca di Bruxelles, Izenbek morì e le tavolette andarono perdute. Secondo alcune fonti, furono trasmesse all'archivio dell'Istituto per gli Studi della Storia Ariana (Ahnenerbe), ma nel 1945 furono portate in Inghilterra e fino a tempi recenti probabilmente si trovavano nascoste dalle parti di Aldershot e Crookham.
Altre fonti riferiscono che le tavolette vennero ritrovate negli Stati Uniti e vendute da M. Šeftelj che le aveva rubate dall'appartamento di Izenbek a Bruxelles. Non esiste comunque alcuna documentazione comprovante che qualcuno abbia mai visto le “tavolette di Izenbek” tranne Miroljubov. Nel 1953 alcune voci sulle tavolette giunsero allo studioso di linguistica slava Kurenkov (Kur) di San Francisco dopo che Miroljubov aveva iniziato a mandare i testi per l'elaborazione e la pubblicazione nella rivista Žar Ptica (Uccello di fuoco), edita da Kurenkov.
Così dal marzo 1957 al maggio 1959 il giornale pubblicò sistematicamente il testo delle tavolette. Un ruolo altrettanto importante per il destino di questo testo venne sostenuto da S. Paramonov (Ljesnoj), un biologo di Kiev che nel 1941 venne deportato in Germania e che dopo la guerra rimase all'Ovest; egli preparò alcune edizioni e traduzioni del Libro di Veles, in particolare, pubblicò una trascrizione a macchina dall'archivio di Miroljubov (con alcune divergenze dai testi pubblicati su Żar Ptica). In Unione Sovietica la prima pubblicazione del Libro di Veles risale già al 1960, ma solo nel 1990 fu completamente stampato in Russia da O. V. Tvorogovij.

## Caratteristiche fisiche e linguistiche
Secondo il racconto di Miroljubov, tutte le tavolette erano di dimensioni simili (38x22 cm circa), dello spessore di mezzo centimetro, e avevano un foro per far passare una stringa di cuoio che probabilmente le teneva insieme. Il testo era inciso con un punteruolo (secondo un'altra versione di Miroljubov, impresso a fuoco), e poi ricoperto con vernice o olio. Il testo proseguiva in linea accostando le tavolette (come nella scrittura indù devanagari), tra le quali era cucito un “rinforzo” del libro. Il Libro di Veles è scritto in un alfabeto particolare, una variante del cirillico chiamata v(e)lesovica. Si conosce la trascrizione di una sola tavoletta, quella che nel 1959 fu mandata dal Ljesnoj al Comitato Slavo.

## La questione della veridicità del testo
Attualmente la maggioranza degli studiosi del Libro di Veles è convinta che si tratti di un falso. Diverse pubblicazioni mettono in evidenza come questo testo ignori sia l'ancor viva tradizione popolare come pure le fonti attendibili sinora studiate sugli usi e i miti degli antichi slavi. L'argomento principale contro l'autenticità del Libro di Veles è la sua lingua; essa si presenta come un miscuglio disordinato e incoerente di linee fonetiche e morfologiche di varie lingue slave, contenente varie forme probabilmente inventate che non possono essere ricondotte a nessuna lingua slava né antica né moderna (ad esempio «щас» invece di «час», «пьящехом» invece di «мы пели»), come pure forme di chiara origine più tarda (ad esempio «пшебенде» per «пребудет»; la corrispondente forma polacca del prefisso пре- oggi in effetti si presenta come prze-, ma questo passaggio fonetico risale al XIV secolo).
Oltre a ciò, le diverse fonti del Libro di Veles (la pubblicazione in Žar Ptica e il manoscritto dall'archivio Miroljubov pubblicato da Ljesnoj) presentano grandi differenze che non possono venir addebitate alla poca leggibilità del testo (ad esempio, invece di “paese” nel secondo scritto si legge “stato”); il che significa o che uno dei primi editori ha corretto arbitrariamente il testo, o che lo stava inventando per la pubblicazione. Secondo le fonti originali, il testo è distribuito su tavolette e queste costituiscono delle righe; quasi sicuramente ciò significa che tanto questo ordinamento quanto il resto sia un'invenzione.
La paternità delle tavolette (o del testo, se le tavolette non esistono) si attribuisce allo stesso Miroljubov (il più delle volte) oppure ad Ali Izenbek, o al collezionista e falsario di antichità slave Sulakadzev vissuto agli inizi del secolo XIX. Altri studiosi fanno presente che il testo contiene notizie storiche non contrarie ai dati archeologici attualmente disponibili, acquisiti dopo la morte dei presunti falsificatori. Uno degli argomenti sulla veridicità del Libro di Veles: è la mancanza di un movente per una falsificazione così imponente. Ma dall'altra parte, un attivo ricercatore e divulgatore di linguistica slava quale era Miroljubov, questi moventi li aveva.
Volendo ricostruire una storia linguistica, è molto più comodo fare riferimento ad un “autorevole manoscritto antico” che non ad antichi anonimi vegliardi che trasmisero tradizioni orali (che è ciò che fece Miroljubov dopo la “scoperta” del Libro di Veles). Un altro elemento a favore dell'autenticità del testo è che né Izenbek né Miroljubov possedevano conoscenze linguistiche tali da poter creare un falso così complesso e ben congegnato. Sull'indiscutibile autenticità del Libro di Veles insistono soprattutto alcuni movimenti neopagani di impronta New Age, che considerano questo testo come il loro scritto sacro e ritengono che sia stato scritto da stregoni della Russia precristiana (che nel testo viene chiamata Ruskolan) e precisamente nell'antica città di Novgorod. 
In ogni caso, se mai sono esistite, le tavolette su cui era inciso il Libro di Veles sono scomparse e non è possibile attuare una datazione orientativa del legno per stabilire a quale periodo risalgano.
Il Libro di Veles riporta accenni a soggetti avventurosi molto in voga nei secoli XVI-XVIII, come il Racconto di Slavjen e Ru e altri testi che riprendono i motivi del Canto della schiera di Igor'. Da un punto di vista storico il Libro di Veles (e i lavori di Miroljubov) è collegabile alle concezioni di alcuni ricercatori del XIX secolo e alla teoria dell'eurasianismo. Uno dei punti forte di questa concezione era che il Semirečje (il territorio tra i fiumi Ču e Talas che scorrono dalle pendici nord del Tian-Šan, oggi Kazakistan-Kirghizistan-Kitaj, città maggiori Taraz, Biškek, Almaty) nell'Asia centrale fosse il luogo di provenienza dei popoli slavi, supponendo la presenza di nomadi slavi nelle guerre in Asia, e la loro identificazione con gli antichi Roxolani.